# Нове Место-на-Мораві
Нове́ Ме́сто-на-Мора́ві (чеськ. Nové Město na Moravě) — місто в Чехії в окрузі Ждяр-над-Сазавою краю Височина.

## Історія
Вперше Нове Место-на-Мораві згадується 1293 року в списках князя Вацлава II під латинською назвою Nova Civitas, що означає Нове місто. Поява міста пов'язується істориками із заснуванням цистеріанського монастиря у місті Ждяр-над-Сазавою у 1252 році, що дає підстави вважати, що на сучасній території міста поселення існувало з середини 13 століття.
В епоху Середньовіччя місто неодноразово змінювало господарів. Найбільший розквіт міста припадає на 1561–1582 роки, коли містом володів Вратислав Перштейн.

## Спорт
Нове Место-на-Мораві є значним зимовим спортивним центром: у місті проводили змагання зі стрибків із трампліна та лижного кросу. Протягом 2005–2007 років у місті було побудовано біатлонний стадіон, на якому неодноразово проходили етапи Кубку IBU та Кубку світу. У 2011 році стадіон приймав Чемпіонат світу серед юніорів, а 2013 року став господарем дорослого Чемпіонату світу.

## Міста-побратими
- Ваальре
- Ціано-ді-Фіємме

## Уродженці
- Ян Штурса — чеський скульптор.
- Мартіна Сабликова — дворазова олімпійська чемпіонка з ковзанярського спорту.
- Хана Браді (1931—1944) — чеська дівчинка, убита в період Голокосту. 2002 року про неї була написана біографічна книга «Валіза Хани».